# Simulium wolffhuegeli
Simulium wolffhuegeli är en tvåvingeart som först beskrevs av Günther Enderlein 1922.  Simulium wolffhuegeli ingår i släktet Simulium och familjen knott. Inga underarter finns listade i Catalogue of Life.